# Ryom Tae-ok
Ryom Tae-ok (ur. 2 lutego 1999 w Pjongjangu) – północnokoreańska łyżwiarka figurowa, startująca w parach sportowych z Kim Ju-sikiem. Uczestniczka igrzysk olimpijskich (2018), brązowa medalistka mistrzostw czterech kontynentów (2018), brązowa medalistka zimowych igrzysk azjatyckich (2017), medalistka zawodów z cyklu Challenger Series oraz mistrzyni Korei Północnej (2013).
W 2018 roku Ryom Tae-ok i Kim Ju Sik zostali pierwszymi medalistami zawodów mistrzowskich w łyżwiarstwie figurowym z Korei Północnej.

## Osiągnięcia

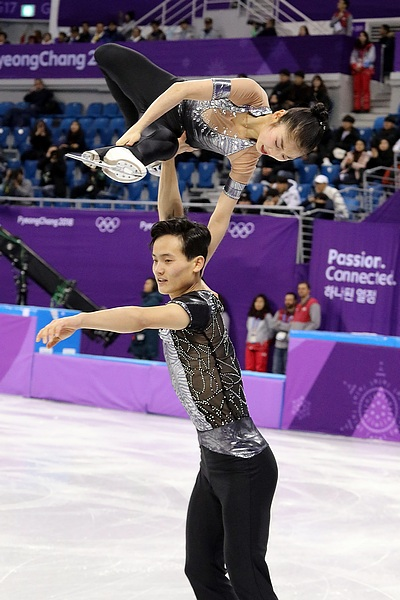
Ryom i Kim na igrzyskach olimpijskich 2018

### Z Kim Ju-sikiem
| Igrzyska olimpijskie             |   |    | 13 |    |    |
| Mistrzostwa świata               |   | 15 | 12 | 11 |    |
| Mistrzostwa czterech kontynentów | 7 |    | 3  |    |    |
| GP Cup of China                  |   |    |    |    | 5  |
| GP Internationaux de France      |   |    |    | 4  | WD |
| GP Grand Prix Helsinki           |   |    |    | 5  |    |
| CS Ice Challenge                 | 5 |    |    |    |    |
| CS Nebelhorn Trophy              |   |    | 6  |    | 3  |
| Asian Open Trophy                |   | 1  |    | 2  |    |
| Cup of Tyrol                     | 3 |    |    |    |    |
| Zimowe igrzyska azjatyckie       |   | 3  |    |    |    |

### Z Kim Mun-songiem
| Mistrzostwa Korei Północnej | 3 |

### Z O Chang-gonem
| Mistrzostwa Korei Północnej | 5 | 3 | 1 |